# Оренбургская тарпания
Оренбургская тарпания — степной зоопарк под открытым небом возле поселка Сазан в Оренбургской области.

## История
В 2014 году в Центре появились первые копытные, в том числе лошади Пржевальского. В 2016 году у них родился первый жеребёнок. В 2016 году завезли 4 яков из Ростовской области.
В настоящее время на территории стационара находятся следующие копытные степных и полупустынных ландшафтов Евразии: лошади Пржевальского, двугорбые верблюды, кианги, яки. В планах: степной бизон, марал, кулан и др..